# 로베르 바댕테르

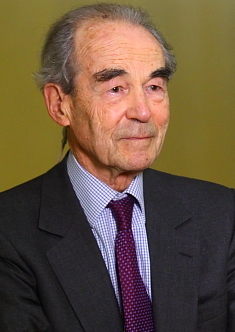
2013년 모습

로베르 바댕테르(Robert Badinter, 프랑스어 발음: [ʁɔbɛʁ badɛ̃tɛʁ], 1928년 3월 30일 ~ 2024년 2월 9일)는 프랑스의 변호사, 정치가, 작가로 1981년 프랑스에서 사형 폐지를 제정했으며 프랑수아 미테랑 휘하에서 법무부 장관을 지냈다. 또한 정의와 법치주의를 위해 일하는 국내 및 국제기구에서 고위직을 역임했다.
1991년, 바댕테르는 유럽 공동체 각료 이사회에 의해 유고슬라비아 평화 회담 중재위원회 위원으로 임명되었다. 그는 유럽 공동체의 헌법재판소장인 나머지 4명의 위원들에 의해 위원장으로 선출되었다. 중재 위원회는 유고슬라비아 사회주의 연방공화국의 분열로 인해 발생한 "주요 법적 문제"에 관해 11가지 조언을 제공하였다.